# Sainte-Marie (Martynika)
Sainte-Marie – miasto na Martynice (departamencie zamorskim Francji); 20 tys. mieszkańców (2006). Leży na północno-zachodnim wybrzeżu wyspy, nad Oceanem Atlantyckim.
Około 2 km na północny zachód od miasta leżą ruiny l'Habitation Fond St-Jaques – starego klasztoru dominikanów oraz pozostałości zabudowań plantacji trzciny cukrowej z drugiej połowy XVII wieku.
Sainte-Marie jest również ośrodkiem produkcji rumu. W dawnej kolonialnej posiadłości na obrzeżach miasta otwarto muzeum rumu (Musée du Rhum St James). Zwiedzającym udostępniona jest tu także działająca do dziś destylarnia. Kilka kilometrów za miastem, wśród okolicznych plantacji bananowców powstało także Musée de la Banane, poświęcone sposobom uprawy i przetwórstwa bananów.